# Phowa
Phowa (v sanskrtu: परकायप्रवेश, parakāyapraveśa; Tib.=འཕོ་བ་གྲོང་འཇུག , Wylie=’pho ba grong ’jug; čínsky=借尸還魂、往生奪舍) je tibetský termín, který označuje buddhistickou metodu „meditace vědomého umírání“. Jde o několik tisíc let starou buddhistickou techniku. Phowa je jednou ze šesti nauk Náropy.Těmi ostatními jsou: Vnitřní teplo, Jasné světlo, Jóga snu, Iluzorní tělo a Mezistav (tib. bardo). 
V současnosti je držitelem živého odkazu této metody Lama Ole Nydahl, původem dánský lama, vyučujícící v tradici tibetského buddhismu linie Karma Kagjü, jehož kniha O smrti a znovuzrození vyšla v roce 2011 v českém jazyce.

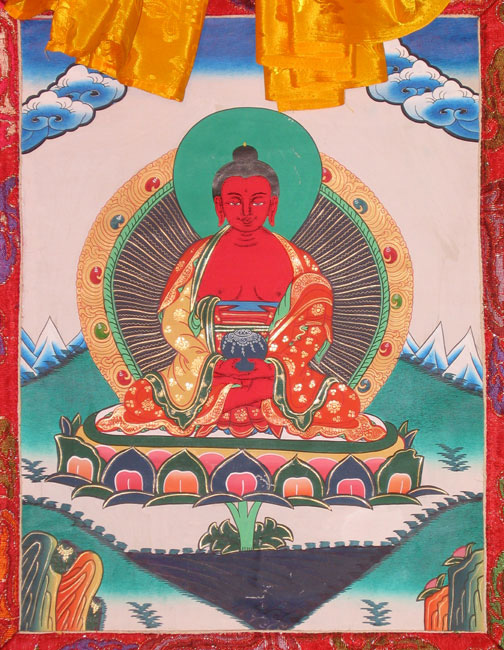
Buddha Amitábha - meditační aspekt při praxi Phowy

Pokud by slovo phowa slyšel Tibeťan, spojil by si je s obrazem ptáka chyceného pod zámkem, jak se snaží najít cestu na svobodu. Praxe byla předána Buddhou před více než 2500 lety a dodnes je udržována transmisí vynikajících držitelů buddhismu vadžrajány.
Při praxi Phowy se učíme vysílat naše vědomí do Buddhy Amitábhy nad naší hlavou. Podle buddhistického učení nám tato praxe, pokud se ji úspěšně během života naučíme, zajistí v okamžiku naší smrti zrození v Čisté zemi (Dewačhen). Tato země je považována za osvícené energetické pole Buddhy Amitábhy - čisté vědomí bez ega.
- „Devět otvorů vede do sansáry. Jeden však vede k mahámudře. Uzavři těchto devět otvorů, a otevři ten jeden. A nepochybuj, že to nepovede k vysvobození.“